# صندلی واسیلی
صندلی واسیلی (به انگلیسی: Wassily Chair)؛ این صندلی که به عنوان صندلی مدل ب۳ نیز شناخته می‌شود، توسط مارسل بروئر در حدود سال‌های ۱۹۲۶–۱۹۲۵ میلادی زمانی که رئیس کارگاه کابینت‌سازی باوهاوس در دسائوی آلمان بود، طراحی شد.
علیرغم باور عمومی، این صندلی به‌طور خاص برای نقاشِ انتزاعی واسیلی کاندینسکی که در همان زمان در دانشکدهٔ باوهاوس بود، طراحی نشده بود. کاندینسکی طرح تکمیل شده را تحسین کرده بود و بروئر نسخه‌ای مشابه آن را برای اقامت‌گاه شخصی کاندینسکی ساخت. این صندلی چندین دههٔ بعد با انتشار مجدد توسط سازندهٔ ایتالیایی گاوینا که در جریان تحقیقات خود در مورد منشأ صندلی از ارتباط حکایتی کاندینسکی مطلع شده بود، به «واسیلی» معروف شد.

## تاریخچه
مارسل بروئر که قهرمان جنبش نوگرایی و تحت حمایت والتر گروپیوس، بنیانگذار باوهاوس بود، به همان اندازه به خاطر دستاوردهایش در معماری و مبلمان تحسین می‌شود. بروئر در اوایل دههٔ ۱۹۲۰ میلادی یک دانشجوی برجسته و متعاقباً استاد نجار در باوهاوس بود. مجموعهٔ آثار او، هم معماری و هم مبلمان، تجسمی از هدف باوهاوس در آشتی میان هنر و صنعت بودند. وقتی بروئر در باوهاوس بود، با مجموعهٔ مبلمان لوله‌ای فولادی خود – الهام گرفته از ساخت دوچرخه و با استفاده از تکنیک‌های لوله‌کش‌های محلی ساخته شد، فضای داخلی مدرن را متحول کرد. اولین طرح‌های او، از جمله واسیلی، در میان آشناترین نمادهای جنبش مبلمان مدرن باقی مانده است.
این صندلی که بعدها به نام «واسیلی» شناخته شد، اولین بار در اواخر دههٔ ۱۹۲۰ میلادی توسط تونت، تولیدکننده مبلمان آلمانی-اتریشی که بیشتر به خاطر طرح‌های صندلی چوبی خمیده‌اش معروف است، با نام مدل ب۳ تولید شد. این اولین بار بود که در دو نسخهٔ تاشو و غیر-تاشو در دسترس بود. در این بازگویی ابتدایی، تسمه‌ها از پارچه ساخته می‌شدند که با استفاده از فنر در سمت عقب کشیده می‌شدند.
پارچهٔ مورد استفاده از آیزنگارن («نخ آهن» یا «آهن تابیده»)، یک نخ پنبه‌ای قوی، براق و مومی ساخته شده است. این بافت در قرن نوزدهم اختراع شده بود، اما مارگارتا رایشارت (۱۹۸۴–۱۹۰۷ میلادی)، دانشجوی کارگاه بافندگی باوهاوس، آزمایشاتی انجام داد و کیفیت نخ را بهبود بخشید و پارچه و مواد تسمه‌ای را برای استفاده روی صندلی‌های فولادیِ لوله‌ای بروئر ساخت.

## تولید
صندلی مدل ب۳، نسخهٔ تولید شده از صندلی توسط شرکت تونت بسیار نادر است و در طول جنگ جهانی دوم از تولید خارج شد.
بیشتر طرح‌های اولیهٔ بروئر تحت لیسانس تولیدکنندهٔ مستقر در برلین، توسط استاندارد-موبل و لنگیل و شرکت تولید شدند. صندلی واسیلی تنها طرح مهم اولیهٔ بروئر بود که توسط استاندارد-موبل و لنگیل و شرکت ارائه نشد.
پس از سال‌های جنگ، گاوینا مجوز واسیلی را به همراه طرح‌های بروئر که قبلاً توسط استاندارد-موبل و لنگیل و شرکت فروخته می‌شد، دریافت کرد. دینو گاوینا پس از ملاقات با طراح مجارستانی در نیویورک، او را متقاعد کرد که صندلی لوله‌ای شکل را در سال ۱۹۶۲ میلادی دوباره ویرایش کند، و در نهایت نسخهٔ بیشتر شناخته‌شدهٔ واسیلی را معرفی کرد که در آن پارچه را با تسمه‌های چرمی مشکی جایگزین کرد، اگر چه نسخهٔ پارچه‌ای هنوز در دسترس بود. در سال ۱۹۶۸ میلادی شرکت نول، گروه گاوینا بولونیا را خرید. این امر همهٔ طراحی‌های بروئر را وارد کاتالوگ شرکت نول کرد.
این صندلی در استفاده از مواد (فولاد لوله‌ای خمیده و آیزنگارن) و روش‌های ساخت انقلابی بود. در سال ۱۹۲۵ میلادی، بروئر اولین دوچرخهٔ خود را خرید و از سبکی قاب فولاد لوله‌ای آن تحت تأثیر قرار گرفت. این الهام بخش او برای استفاده از این مواد در طراحی مبلمان شد.[۲] برای ساخت صندلی، بروئر به آدلر روی آورد، اما شرکت نپذیرفت؛ بنابراین او به شرکت مانیسمان متوصل شد. این طرح (و تمام مبلمان لوله‌های فولادیِ بعدی) از نظر فنّی فقط به این دلیل امکان‌پذیر بود که سازندهٔ فولاد آلمانی مانیسمان اخیراً فرآیندی ابتکاری را برای ساخت لولهٔ یکپارچهٔ بدون درز کامل کرده بود. قبلاً لوله‌های فولادی دارای درز جوشی بودند که با خم شدن لوله فرو می‌ریخت. در همان سال لو کوربوزیه یک پلکان لوله فولادی «ساخته‌شده مانند قاب دوچرخه» را در نمایشگاه بین‌المللی هنرهای تزئینی و صنعتی مدرنِ پاریس ارائه کرد. موقعیت صندلی و تکیه‌گاه ب۳، نشان‌دهندهٔ تأثیر صندلی قرمز و آبی اثر خریت ریتفلد است.
صندلی واسیلی، مانند بسیاری دیگر از طرح‌های جنبش نوگرایی، از اواخر دههٔ ۱۹۲۰ میلادی به تولید انبوه رسیده است و از دههٔ ۱۹۵۰ میلادی به‌ طور مداوم تولید می‌شود. طرح کلاسیک هنوز هم امروزه در دسترس است. اگر چه طرح‌های ثبت اختراع منقضی شده‌اند، اما حقوق نام تجاری این طرح متعلق به شرکت نولِ نیویورک است. تکثیر و تولید صندلی در سرتاسر دنیا توسط تولیدکنندگان دیگری ادامه دارد که محصول را تحت نام‌های متنوعی به بازار عرضه می‌کنند.